# Lipovník (Košice)
Lipovník é um município da Eslováquia, situado no distrito de Rožňava, na região de Košice. Tem 12,72 km² de área e sua população em 2018 foi estimada em 523 habitantes.

## Demografia
| Ano:        | 1994 | 2004   | 2014   | 2024   |
| ----------- | ---- | ------ | ------ | ------ |
| Broj ljudi: | 561  | 520    | 493    | 509    |
| Razlika:    |      | -7,30% | -5,19% | +3,24% |

| Ano:               | 2023 | 2024   |
| ------------------ | ---- | ------ |
| Número de pessoas: | 516  | 509    |
| Diferença:         |      | -1,35% |